# بوهالی
بوهالی (به انگلیسی: Bhowali) یک منطقهٔ مسکونی در هند است که در بخش نینیتال واقع شده‌است. بوهالی ۵٬۰۲۶ نفر جمعیت دارد و ۱٬۶۵۴ متر بالاتر از سطح دریا واقع شده‌است.